# Jászszentlászló
Jászszentlászló – wieś i gmina w środkowej części Węgier, w pobliżu miasta Kiskunfélegyháza. Gmina liczy 2489 mieszkańców (styczeń 2011) i zajmuje obszar 60,34 km².

## Położenie
Miejscowość leży na obszarze Wielkiej Niziny Węgierskiej, w komitacie Bács-Kiskun, w powiecie Kiskunfélegyháza.